# Chạy nước rút

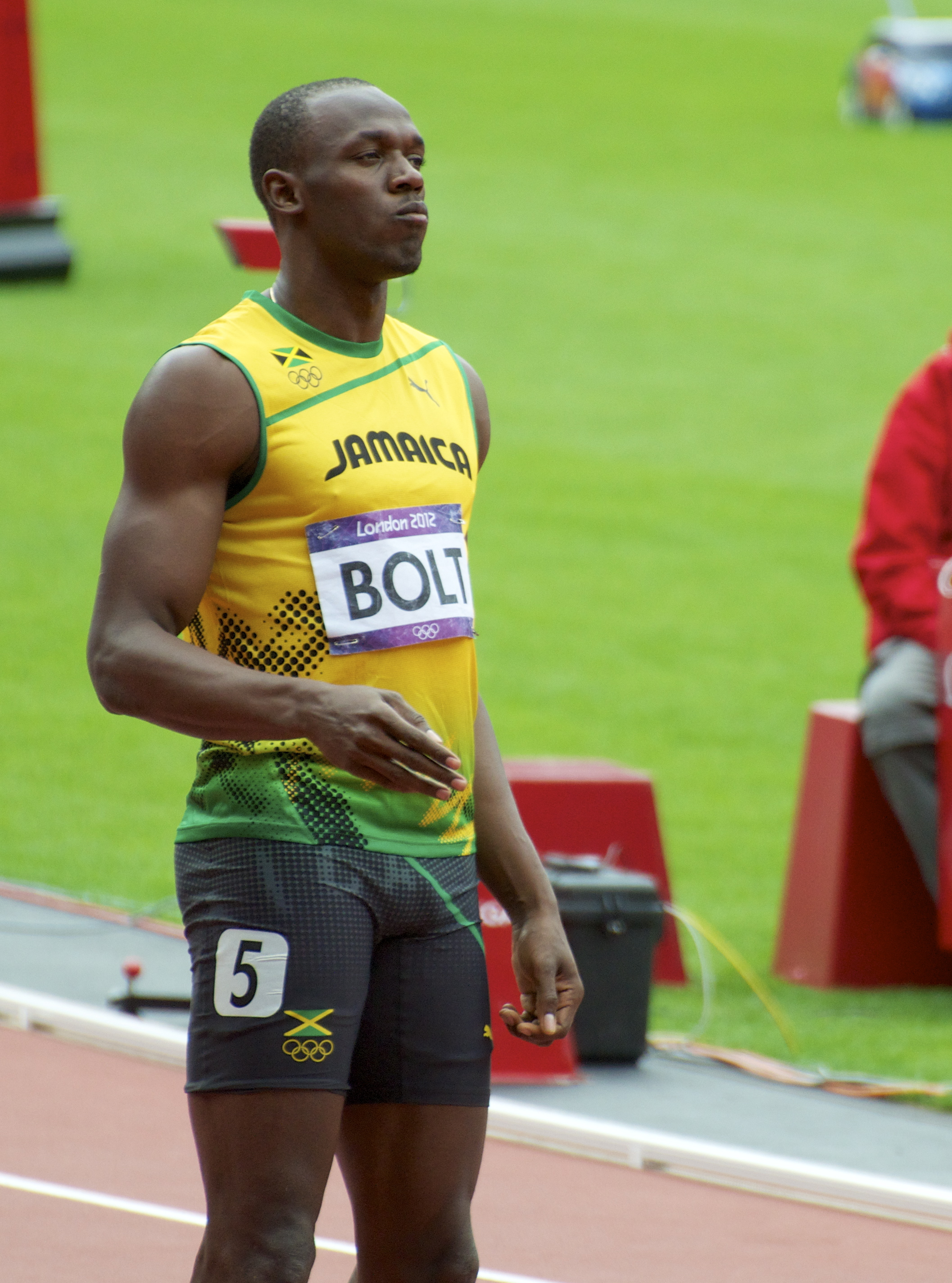
Usain Bolt, người giữ kỷ lục thế giới chạy nước rút 100 m và 200 m

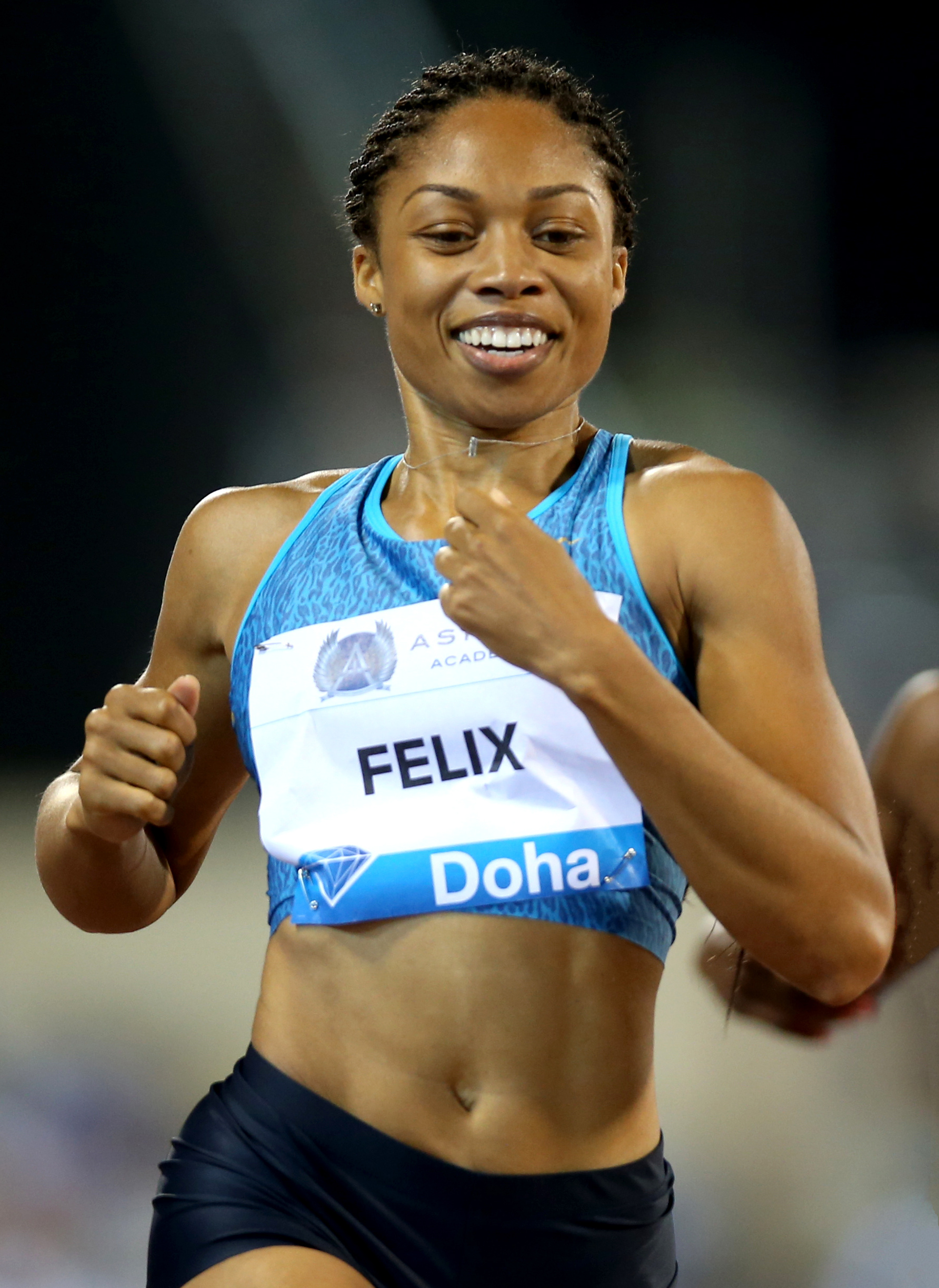
Allyson Felix, huy chương vàng 200 m nước rút tại Thế vận hội 2012

Chạy nước rút là hình thức chạy cự ly ngắn trong một khoảng thời gian giới hạn. Chạy nước rút là môn thể thao tốc độ cơ bản. Chạy nước rút được sử dụng trong nhiều môn thể thao như một cách để nhanh chóng tiếp cận mục tiêu hoặc để bắt kịp và vượt qua các đối thủ khác. Bộ môn sinh lý học con người nói rằng tốc độ tiệm cận tối đa của một vận động viên chạy chỉ duy trì được trong tối đa 30–35 giây do phosphocreatine trong cơ bắp cạn dần, và thứ hai nữa là vì sự nhiễm toan chuyển hóa quá mức do sự thủy phân glucose không cần khí ôxi.
Trong điền kinh (hoặc track and field), chạy nước rút là các cuộc chạy cự ly ngắn và là một trong những bộ môn chạy sớm nhất. Mười ba kỳ Thế vận hội cổ đại đầu tiên chỉ có một nội dung chạy nước rút duy nhất là stadion (chạy từ đầu này tới đầu kia của một sân vận động). Hiện có ba cự ly nước rút tại Thế vận hội Mùa hè và Giải thế giới: 100 mét, 200 mét và 400 mét. Các nội dung này bắt nguồn từ các cự ly tính theo hệ đo lường Anh và về sau mới đổi sang hệ mét: 100 m có nguồn gốc từ chạy 100 yard, 200 m bắt nguồn từ chạy furlong (1⁄8 dặm Anh), và 400 m từ Chạy 440 yard hoặc chạy một phần tư dặm.
Các vận động viên chạy nước rút chuẩn bị xuất phát trong tư thế cúi người chống tay xuống đất và hai chân đặt trên bàn đạp xuất phát. Sau đó vận động viên dướn người về phía trước và chuyển sang tư thế thẳng lưng so với mặt đất để tăng tốc. Tư thế thẳng là một yếu tố quan trọng để đượng mức lực tối ưu. Tư thế xuất phát lý tưởng vẫn là tứ chi chạm đất và rời khỏi tư thế xuất phát bằng cả hai chân. Các vận động viên phải chạy trong làn chạy của mình trong tất cả các nội dung nước rút, ngoại trừ nội dung 400 m trog nhà. Các cuộc chạy dưới 100 m tập trung vào khả năng tăng tốc tới tối đa của vận động viên. Các nội dung dài hơn bổ sung thêm yếu tố sức bền.
Nội dung 60 mét là nội dung trong nhà phổ biến và có trong chương trình thi đấu của giải vô địch điền kinh trong nhà thế giới. Ngoài ra còn có các nội dung 50 mét, 55 mét, 300 mét, và 500 mét tại các trường trung học và đại học Hoa Kỳ.

## Các cuộc đua

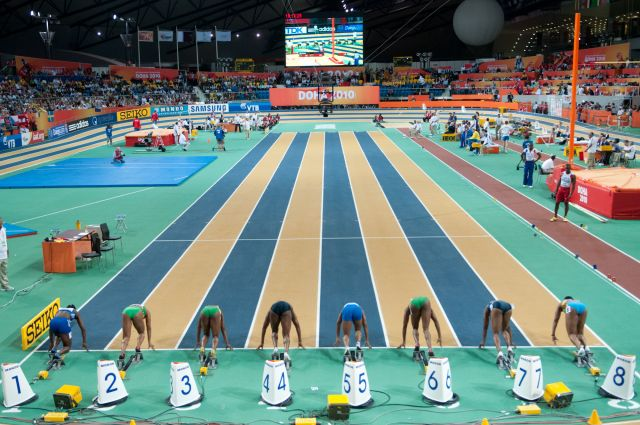
Các vận động viên trước cuộc thi 60 m tại Giải vô địch trong nhà thế giới 2010

### Các cự ly phổ biến hiện nay

#### 60 m
Nội dung 60 mét thường diễn ra trong nhà, trên một đường chạy thẳng tắp trong nhà thi đấu. Các cuộc chạy thường diễn ra trong sáu tới bảy giây đồng hồ nên người tham gia phải có phản xạ cực tốt để có thể có một cú xuất phát hoàn hảo. Khoảng cách này là khoảng cách cần thiết để người ta đạt được tốc độ tối đa và chỉ tốn một hơi thở. 60 mét là cự ly để các vận động viên trẻ tập luyện ngoài trời khi mới tập chạy nước rút.
- Kỷ lục thế giới hiện nay là của vận động viên Maurice Greene của Hoa Kỳ với thời gian 6,39 giây.

#### 100 m

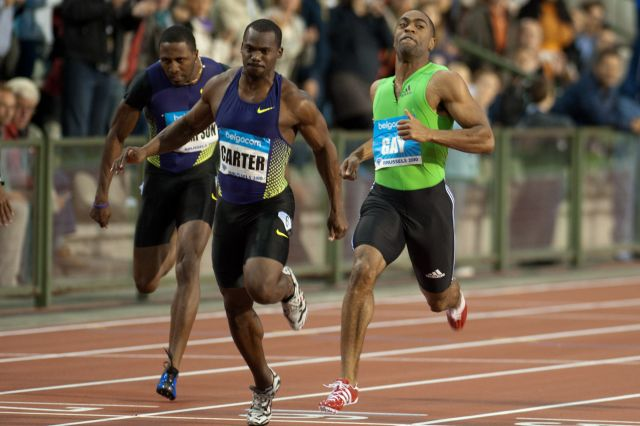
Tyson Gay hoàn thành cuộc đua 100m

Cuộc đua 100 mét diễn ra trên một đoạn đường chạy thẳng của một đường chạy hình oval tiêu chuẩn dài 400 m. Thông thường người giữ kỷ lục thế giới trong cuộc đua này được coi là "người chạy nhanh nhất hành tinh." Kỷ lục thế giới hiện nay là 9,58 giây do Usain Bolt của Jamaica thiết lập vào ngày 16 tháng 8 năm 2009 tại Giải vô địch điền kinh thế giới 2009. Kỷ lục của nữ 10,49 giây thuộc về Florence Griffith-Joyner.
Các nam vận động viên nước rút (dưới 10,10 giây) cần 41 tới 50 bước chạy để hoàn thành 100 mét.

#### 200 m
Cuộc đua 200 mét bắt đầu từ các làn chạy cong của đường chạy tiêu chuẩn (các vận động viên được xếp xuất phát ở các vị trí không thẳng hàng, người chạy làn ngoài lần lượt đứng cao hơn người chạy làn trong để đảm bảo các vận động viên chạy đủ quãng đường 200m), và kết thúc ở làn chạy thẳng. Khả năng thực hiện những nước chạy tốt tại khúc cua là yếu tố quan trọng để chiến thắng. Một vận động viên tốt thường chạy 200 m với tốc độ trung bình cao hơn khi chạy 100 m. Tuy nhiên Usain Bolt lập kỷ lục thế giới ở nội dung 200 m với thời gian 19,19 giây vào năm 2009, và tốc độ trung bình là 10,422 m/s, trong khi với tốc độ trung bình 10,438 m/s, anh lập kỷ lục thế giới 100 m với thời gian 9,58 giây.
- Cuộc đua trong nhà diễn ra trong một vòng chạy và với thời gian lâu hơn chạy ngoài trời một chút.
- Một cuộc chạy ngắn hơn một chút (diễn ra trên đường chạy thẳng tắp) có tên là stadion được coi là sự kiện 200m đầu tiên trong lịch sử Thế vận hội cổ đại.

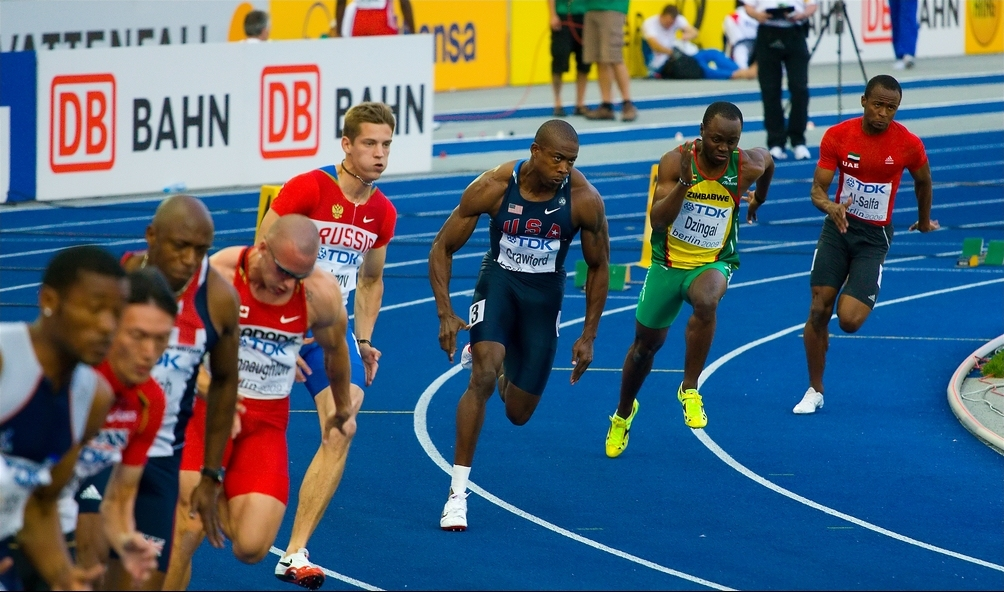
Một khúc quanh 200 m

#### 400 m
400 mét là cuộc chạy diễn ra trong một vòng chạy quanh sân vận động. Tất cả vận động viên sẽ chạy ở làn bên trong cùng tuy nhiên xuất phát giống như chạy 200m. Mặc dù được phân vào thể loại chạy nước rút tuy nhiên đây là nội dung mà các vận động viên phải tính toán nhiều hơn vì đường đua dài hơn.
Kỷ lục thế giới hiện nay thuộc về Wayde van Niekerk với thời gian 43,03 giây.

#### Tiếp sức
- 4 × 100 mét tiếp sức cũng là một nội dung được nhiều sự quan tâm. Vận tốc trung bình của vận động viên trong nội dung này cao hơn so với 100 m cá nhân vì vận động viên được phép di chuyển trước khi được trao gậy. Kỷ lục thế giới hiện nay là 36,84  giây do đội tuyển Jamaica xác lập vào ngày 11 tháng 8 năm 2012 tại Thế vận hội Luân Đôn.
- 4 × 400 mét tiếp sức thường là nội dung cuối cùng của các giải đấu lớn.

## Luật lệ

### Xuất phát

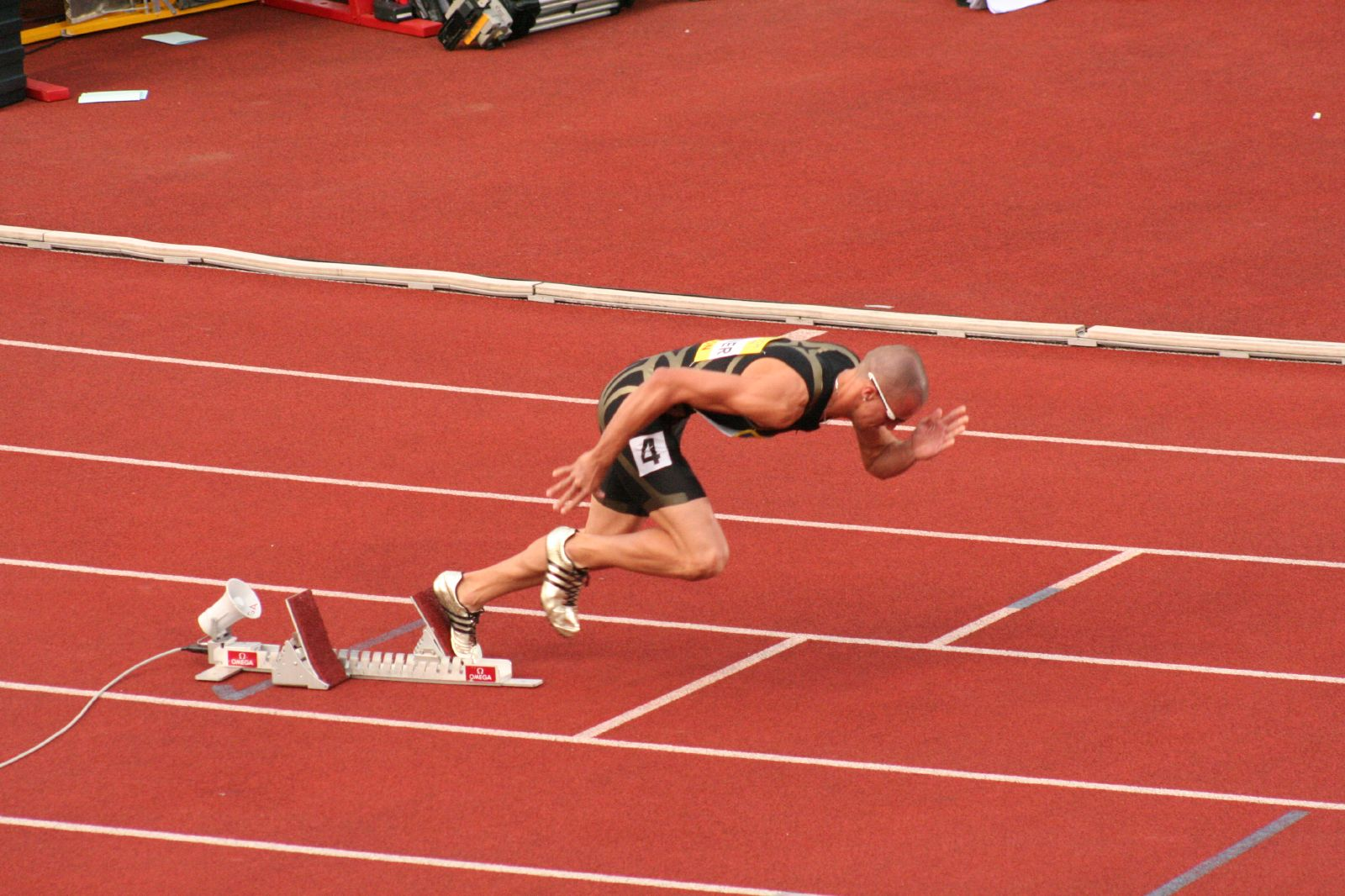
Jeremy Wariner bắt đầu cuộc đua từ bàn đạp

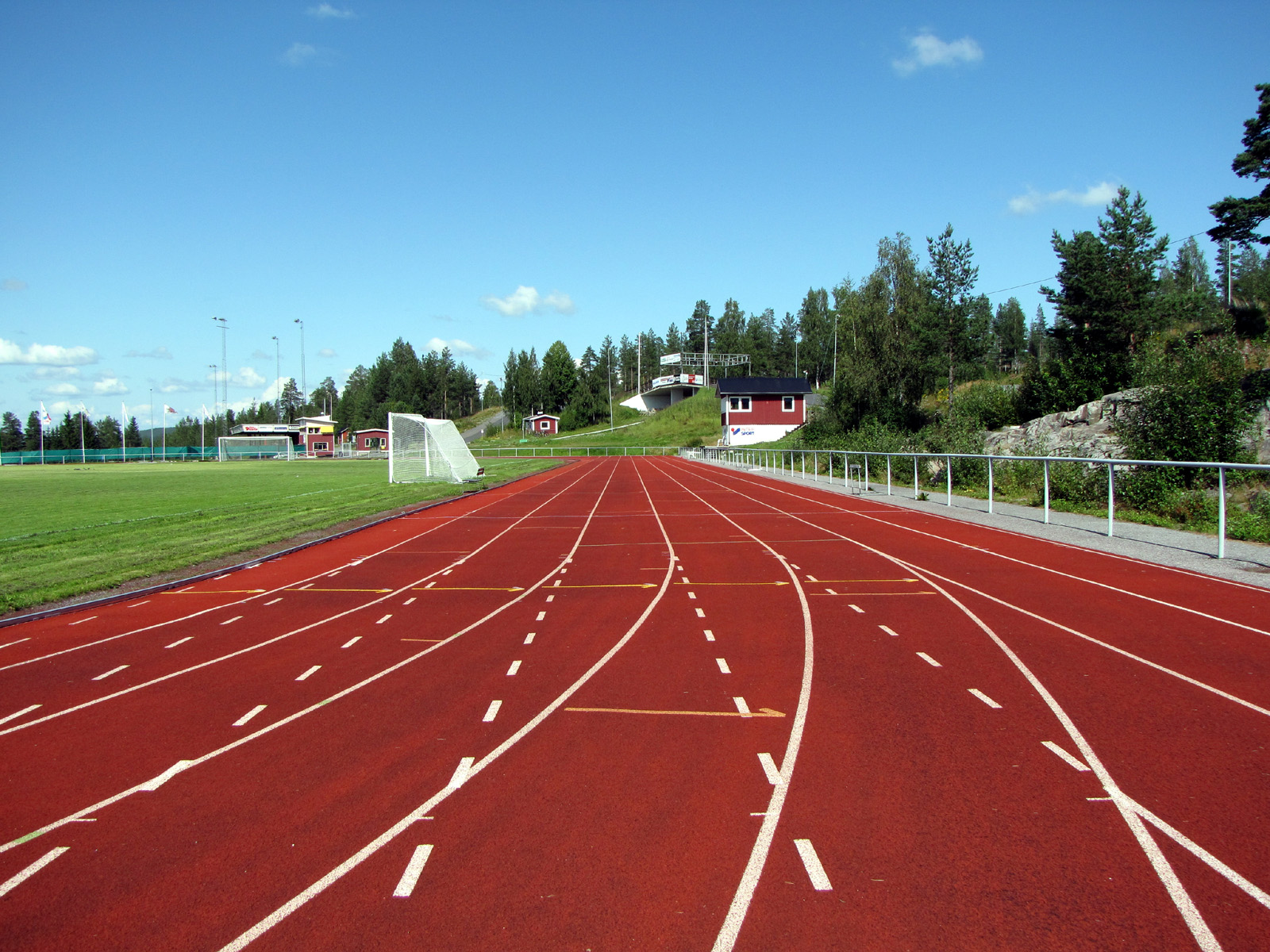
Đường chạy ở Örnsköldsvik, Thụy Điển nhìn từ vạch xuất phát

Bàn đạp xuất phát được sử dụng cho tất cả các cuộc chạy nước rút cá nhân (400 m trở xuống) và tiếp sức (chỉ lượt chạy đầu tiên; 4x400 m trở xuống). Bàn đạp bao gồm hai bàn đạp gắn vào một khung cứng cố định. Cuộc đua bắt đầu bằng tiếng súng xuất phát. Các câu hiệu lệnh tại các cuộc thi quốc tế bao gồm "On your marks" ("chuẩn bị") và "Set" ("chạy!"). Khi vận động viên ở tư thế sẵn sàng, trọng tài bắn súng để cuộc thi chính thức bắt đầu. Đối với nội dung 100 m, tất cả thí sinh xuất phát thẳng hàng. Đối với các cự ly 200 m, 300 m và 400 m, các thí sinh được xếp xuất phát không thẳng hàng.
Trong trường hợp có vấn đề kĩ thuật đối với đợt xuất phát, trọng tài sẽ giơ thẻ xanh lá cây đối với tất cả các vận động viên. Thẻ xanh không phải thẻ phạt. Nếu vận động viên không hài lòng với điều kiện đường đua sau khi trọng tài đọc hiệu lệnh "on your marks", vận động viên phải giơ tay ra hiệu trước khi trọng tài nói "set" và giải thích với trọng tài. Trọng tài ở khu vực xuất phát sẽ là người quyết định xem lý do có chính đáng không. Nếu trọng tài từ chối lời phàn nàn, vận động viên sẽ bị thẻ vàng cảnh cáo. Nếu vận động viên nào bị phạt thẻ vàng thứ hai thì vận động viên đó sẽ bị loại khỏi cuộc đua.

### Xuất phát lỗi
Theo luật của IAAF, "Một vận động viên sau khi lấy tư thế xuất phát xong sẽ không được di chuyển trước khi tiếng súng hoặc bất kỳ dụng cụ báo hiệu bắt đầu nào được đưa ra. Nếu, theo đánh giá của trọng tài ra hiệu xuất phát hoặc trọng tài giám sát vận động viên, vận động viên đã chuyển động trước hiệu lệnh, thì vận động viên đó đã phạm lỗi xuất phát."

### Làn

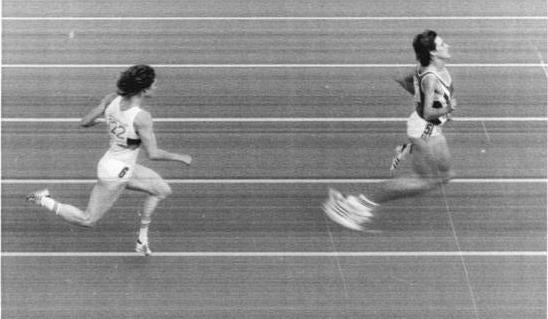
Ảnh chụp khoảnh khắc về đích tại giải vô địch Đông Đức 1987

Đối với các nội dung nước rút Olympic, vận động viên phải chạy trong làn của mình có chiều rộng 1,22 mét, từ lúc bắt đầu cho tới lúc kết thúc. Làn thường được đánh số từ 1 tới 8, 9, hoặc hãn hữu tới 10, từ trong ra ngoài. Bất kỳ vận động viên nào chạy ra khỏi ngoài làn của mình để chiếm ưu thế thì sẽ bị loại khỏi cuộc chơi. Nếu vận động viên chạy ra khỏi làn của mình do ảnh hưởng từ một vận động viên khác và không hưởng lợi từ tình huống đó, vận động viên này sẽ không bị loại. Nếu vận động viên chạy lệch khỏi làn, hoặc chạy ra ngoài đường chạy ở khúc cua, mà không hưởng lợi từ tình huống này và không cản trở thí sinh khác, thì sẽ không bị loại.

### Về đích
Vận động viên đầu tiên có thân trên vượt qua cạnh ngang gần nhất của vạch đích là người chiến thắng. Để đảm bảo chắc chắn phần thân trên của vận động viên là bộ phận kích hoạt xung thời gian ở vạch đích chứ không phải cánh tay, bàn chân, hoặc bộ phận cơ thể khác, người ta sử dụng một Photocell kép. Thời gian chỉ được ghi nhận bởi một hệ thống tính thời gian điện tử khi cả hai Photocell bị chặn cùng một lúc. Hệ thống chụp ảnh tại vạch đích cũng đôi khi được sử dụng.